# Swisttal
Swisttal – miejscowość i gmina w Niemczech, w kraju związkowym Nadrenia Północna-Westfalia, w rejencji Kolonia, w powiecie Rhein-Sieg. W 2010 roku liczyła 18 215 mieszkańców.
Jedną z dzielnic gminy jest Heimerzheim.